# Ordine di Carol I
L'Ordine di Carol I era un'onorificenza concessa dal Regno di Romania.

## Storia
L'Ordine venne fondato il 10 maggio 1906 da re Carol I di Romania per premiare quanti si fossero distinti a favore del regno e della casata reale o in special modo per meriti specifici verso il monarca in carica.
L'Ordine cessò di essere conferito come ordine statale con la fine della monarchia rumena nel 1947, ma ha continuato ad esistere come ordine dinastico.

## Classi
L'Ordine disponeva dei seguenti gradi di benemerenza:
- Collare
- Cavaliere di Gran Croce
- Grand'Ufficiale
- Commendatore

Le ultime due classi sono state abolite nel 1932 dopo la fondazione dell'Ordine del Fedele Servizio.

## Insegne
- La medaglia dell'ordine consisteva in una croce greca trilobata smaltata di rosso avente dei raggi dorati all'incavo delle braccia stesse. Sulla croce si trovava una grande aquila con ali spiegate, con la testa coronata e rivolta verso sinistra e tenente tra le zampe uno scettro ed una spada. In petto all'aquila si trovava un medaglione d'oro riportante l'effigie del re Carol I rivolta verso sinistra ed attorniata da una corona d'alloro, sotto il quale si trovava un lungo cartiglio smaltato di bianco con inciso in blu il motto dell'ordine. La medaglia era sostenuta al nastro tramite la corona regale in argento smaltata.
- La placca consisteva in una stella raggiante sulla quale si trovava una grande aquila con ali spiegate, con la testa coronata e rivolta verso sinistra e tenente tra le zampe uno scettro ed una spada. In petto all'aquila si trovava un medaglione d'oro riportante l'effigie del re Carol I rivolta verso sinistra ed attorniata da una corona d'alloro, sotto il quale si trovava un lungo cartiglio smaltato di bianco con inciso in blu il motto dell'ordine. La forma della stella raggiante era romboidale per il Gran'Ufficiale e a forma di croce di Malta per la Gran Croce.

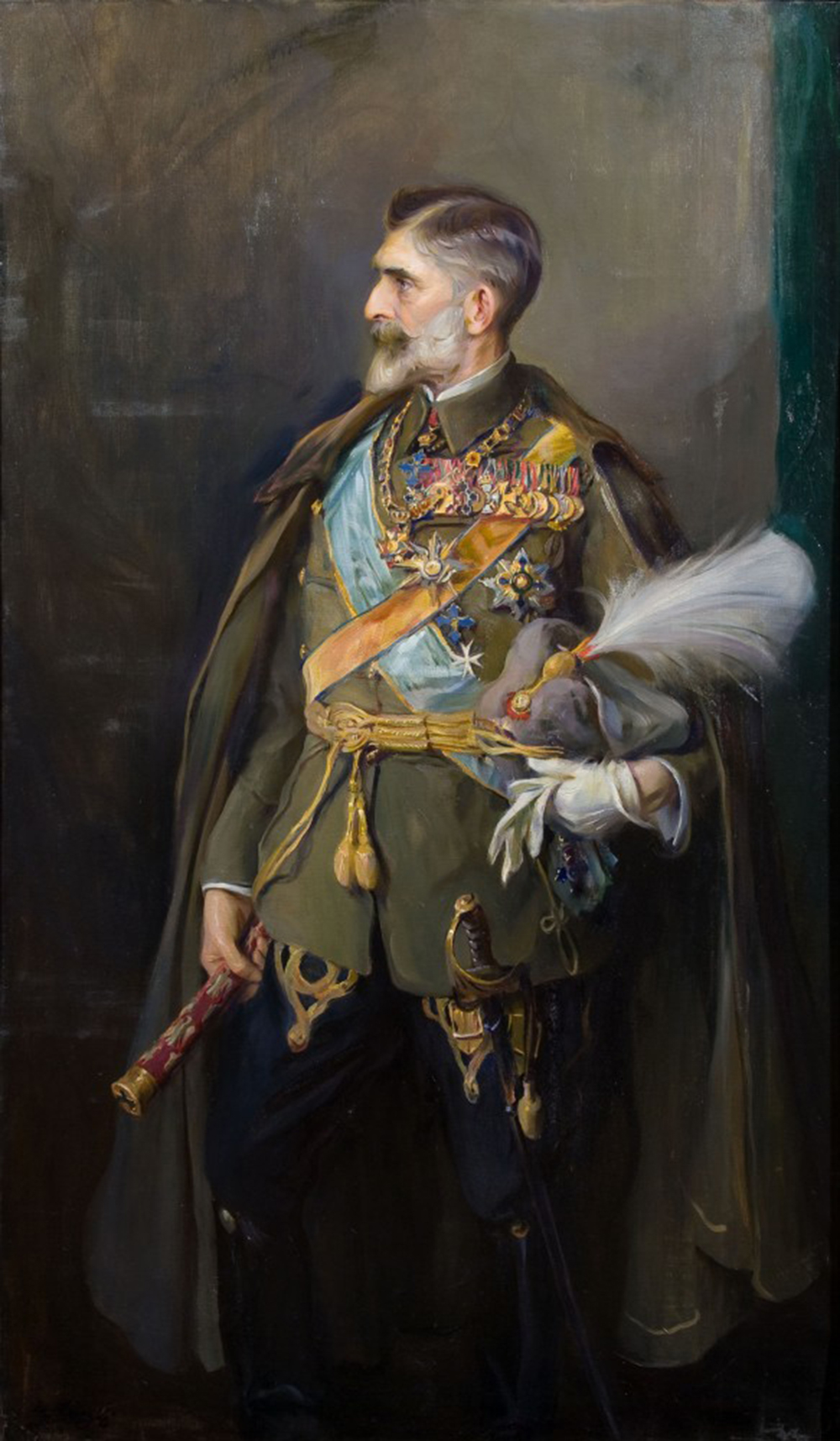
Ferdinando I di Romania Cavaliere di Gran Croce

- Ferdinando I di Romania Cavaliere di Gran Croce Il nastro era azzurro con una striscia d'oro caricata di una striscia rossa più piccola per parte.

## Collegamenti esterni

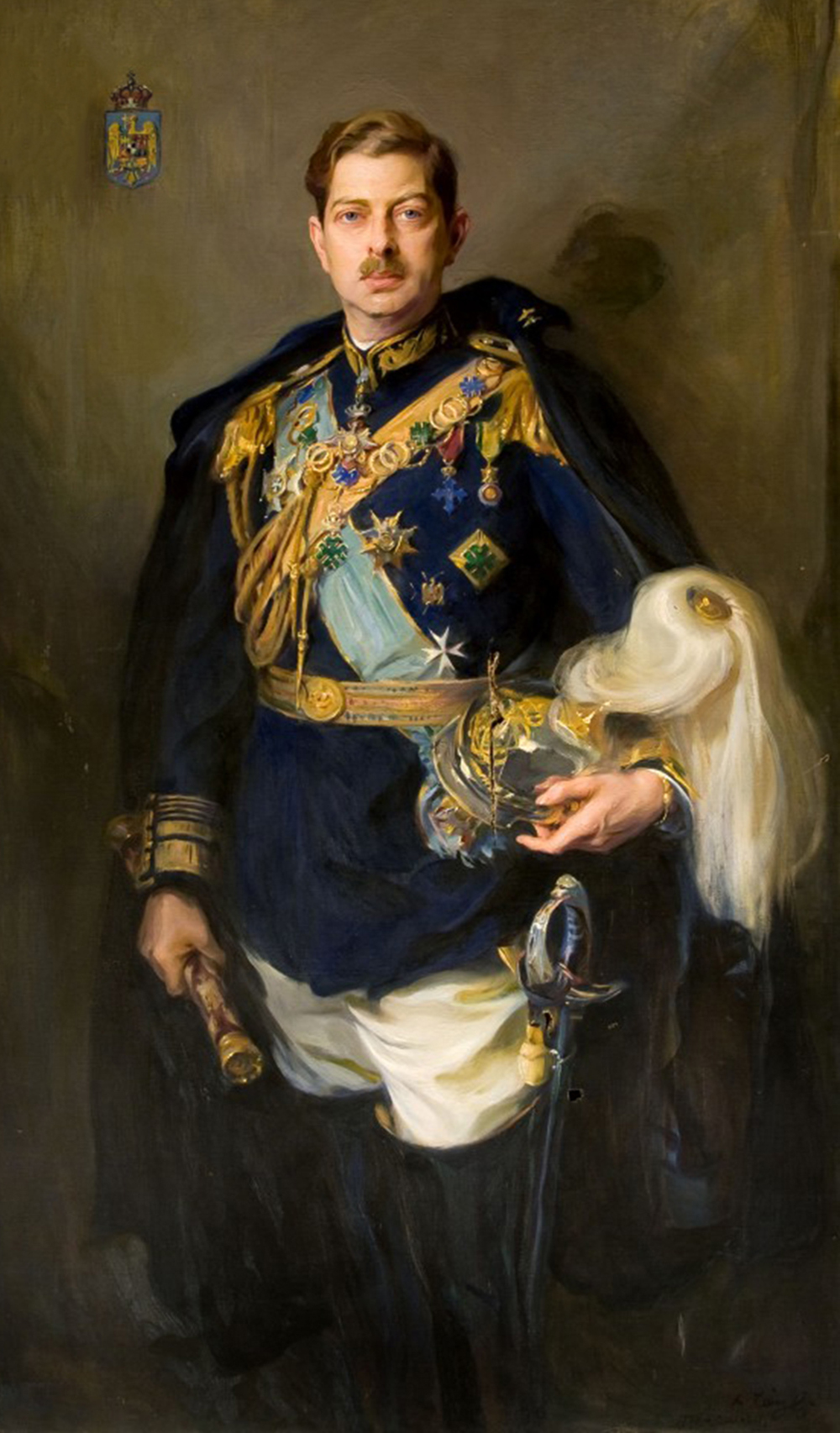
Carlo II di Romania Cavaliere di Gran Croce